# Arthur Thomas Ippen
Arthur Thomas Ippen (Londres, 28 de julho de 1907 — Belmont (Massachusetts), 5 de abril de 1974) foi um engenheiro estadunidense.